# Rudolf Höhne
Rudolf Max Höhne (ur. 1907, zm. ?) – zbrodniarz nazistowski, SS, członek załogi niemieckiego obozu koncentracyjnego Dachau.
Członek NSDAP, SA, SS (od 1933) i Waffen-SS (od 1938). Pełnił funkcję dentysty w podobozie KL Dachau – Kaufering I od lutego 1945 do wyzwolenia obozu. W procesie członków załogi Dachau (US vs. Otto Becker i inni), który miał miejsce w dniach 21–23 października 1946 przed amerykańskim Trybunałem Wojskowym w Dachau skazany został na 5 lat pozbawienia wolności za udział w zbrodniach popełnionych na więźniach obozu.